# Minus One
Minus One, cunoscută anterior ca Marianne's Wish este o trupă cipriotă. Ei au reprezentat Ciprul la Concursul Muzical Eurovision 2016 cu un cântec scris de Thomas G:son. Minus One a mai încercat să reprezinte Ciprul și în 2015, unde s-au clasat pe locul al treilea, cu piesa „Shine”.
În momentul de față, trupă este formată din vocalistul Francois Micheletto, chitaristul Harrys Pari, vocal-chitaristul Constantinos Amerikanos, basistul Antonis Loizides și toboșarul Chris J.